# Jocs Olímpics d'Hivern de 1932
Els Jocs Olímpics d'Hivern de 1932, oficialment anomenats III Jocs Olímpics d'Hivern, es van celebrar a la ciutat de Lake Placid (Estats Units d'Amèrica) entre el 4 i 17 de febrer de 1932. Hi participaren un total de 252 esportistes (231 homes i 21 dones) de 17 comitès nacionals que competiren en 5 esports i 14 especialitats.

## Ciutats candidates
En la 27a Sessió del COI, celebrada el 10 d'abril de 1929 a Lausana (Suïssa), es va escollir la ciutat de Lake Placid (Estats Units) com a seu dels Jocs Olímpics d'Hivern de l'any 1932 per davant de les ciutats de Mont-real (Canadà), Oslo (Noruega) i les ciutats estatunidenques de Yosemite Valley, Lake Tahoe, Bear Mountain, Duluth, Minneapolis i Denver.
Mitjançant l'elecció de Lake Placid com a seu dels Jocs els Jocs Olímics d'hivern tornaren a coincidir en el mateix país que els Jocs Olímpics d'Estiu, que en aquella edició es realitzaren a Los Angeles.

## Comitès participants
En aquests Jocs Olímpics participaren un total de 252 competidors, entre ells 231 homes i 21 dones, de 17 comitès nacionals diferents. Respecte a l'edició anterior deixaren de participar Argentina, Estònia, Iugoslàvia, Letònia, Lituània, Luxemburg, Mèxic i els Països Baixos.
| - Alemanya (20) - Àustria (7) - Bèlgica (5) - Canadà (42) - Estats Units (64) - Finlàndia (7) |  | - França (8) - Hongria (4) - Itàlia (12) - Japó (16) - Noruega (19) - Polònia (15) |  | - Regne Unit (4) - Romania (4) - Suècia (12) - Suïssa (7) - Txecoslovàquia (6) |

## Esports disputats
Un total de 5 esports foren disputats en aquests Jocs Olímpics, realitzant-se un total de 14 proves. En aquesta edició s'eliminà la prova de tobogan. Es realitzaren com a esport de demostració proves en cúrling, cursa de gossos en trineu i patinatge de velocitat sobre gel en categoria femenina.

## Fets destacats

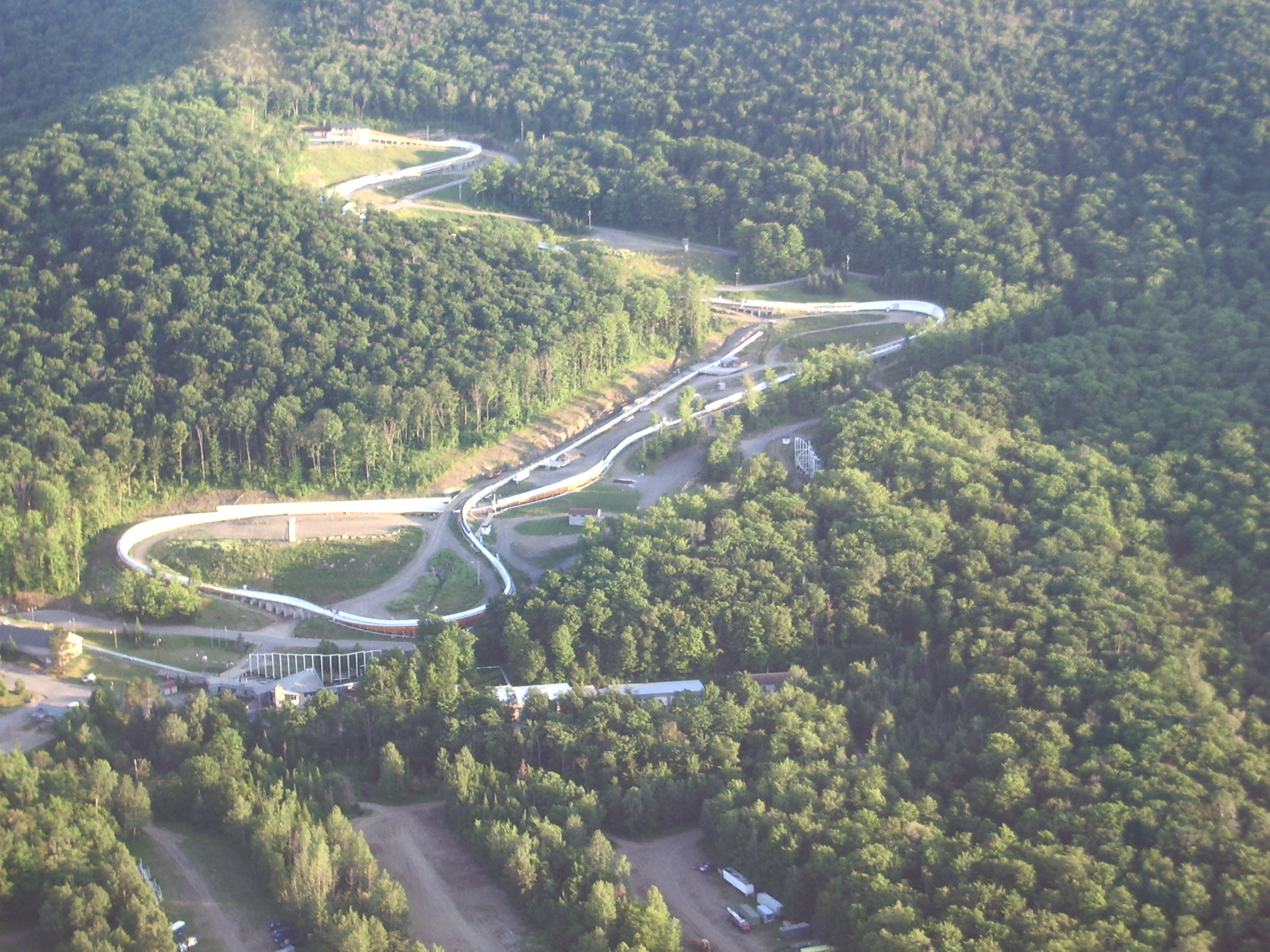
Vista aèria de la pista de bob.

- Els Jocs foren ignaugurats pel futur president dels Estats Units Franklin Delano Roosevelt, que en aquells moments era governador de l'Estat de Nova York.
- Els Jocs estigueren marcats per l'austeritat, imperiosa en aquells moments a causa del crac del 29.
- Per primera vegada uns Jocs Olímpics d'Hivern sortiren d'Europa, realitzant-se a Amèrica del Nord.
- L'estatunidenc Edward Eagan aconseguí guanyar la medalla d'or en bob, esdevenint un dels pocs esportistes en guanyar medalla tant en uns Jocs Olímpics d'estiu com d'hivern. Eagan en els Jocs Olímpics d'Estiu de 1920 guanyà una medalla d'or en boxa.
- Aquests foren els primers Jocs de la història en els quals s'introduí la cerimònia de medalles mitjançant la pujada dels esportistes guanyadors en un pòdium.
- La noruega Sonja Henie, als 19 anys, aconseguí guanyà la seva segona medalla d'or en patinatge artístic sobre gel. El suec Gillis Grafström, gran favorit per revalidar el seu títol de patinatge sobre gel i aconseguir la seva quarta medalla d'or, finalitzà finalment en la segona posició després de xocar amb un fotògraf a la final de patinatge.

## Medaller
Deu comitès amb més medalles en els Jocs Olímpics de 1932. País amfitrió ressaltat.
| Jocs Olímpics d'hivern de 1932 | Jocs Olímpics d'hivern de 1932 | Jocs Olímpics d'hivern de 1932 | Jocs Olímpics d'hivern de 1932 | Jocs Olímpics d'hivern de 1932 | Anells Olímpics |
| Posició                        | País                           | Or                             | Plata                          | Bronze                         | Total           |
| 1                              | Estats Units                   | 6                              | 4                              | 2                              | 12              |
| 2                              | Noruega                        | 3                              | 4                              | 3                              | 10              |
| 3                              | Canadà                         | 1                              | 1                              | 5                              | 7               |
| 4                              | Suècia                         | 1                              | 2                              | 0                              | 3               |
| 5                              | Finlàndia                      | 1                              | 1                              | 1                              | 3               |
| 6                              | Àustria                        | 1                              | 1                              | 0                              | 2               |
| 7                              | França                         | 1                              | 0                              | 0                              | 1               |
| 8                              | Suïssa                         | 0                              | 1                              | 0                              | 1               |
| 9                              | Alemanya                       | 0                              | 0                              | 2                              | 2               |
| 10                             | Hongria                        | 0                              | 0                              | 1                              | 1               |

### Medallistes més guardonats
| Atleta        | CON          | Disciplina             | Or | Plata | Bronze | Total |
| Irving Jaffee | Estats Units | Patinatge de velocitat | 2  | 0     | 0      | 2     |
| Jack Shea     | Estats Units | Patinatge de velocitat | 2  | 0     | 0      | 2     |
| Veli Saarinen | Finlàndia    | Esquí de fons          | 1  | 0     | 1      | 2     |
| Alex Hurd     | Canadà       | Patinatge de velocitat | 0  | 1     | 1      | 2     |
| Willy Logan   | Canadà       | Patinatge de velocitat | 0  | 0     | 2      | 2     |